# Lunar Owls BC
Lunar Owls Basketball Club, também conhecido como Lunar Owls BC, é um time profissional de basquete 3x3 norte-americano. É membro da liga de basquete Unrivaled e fez sua estreia em janeiro de 2025. O time tem sede em Miami, Flórida, e é liderado pelo treinador DJ Sackman.

## História
Em 24 de outubro de 2024, a liga de basquete Unrivaled anunciou os nomes e logotipos das seis equipes que se juntarão à liga: Laces BC, Lunar Owls BC, Mist BC, Phantom BC, Rose BC e Vinyl BC. Lunar Owls BC, assim como as outras cinco equipes, terá sede em Miami, Flórida, para a temporada inaugural de 2025. Alex Bazzell, presidente da Unrivaled, confirmou que a liga é proprietária das seis equipes. Os seis treinadores principais inaugurais foram contratados posteriormente, em 15 de dezembro.

### Temporada de 2025
O Lunar Owls venceu seu jogo de estreia após virar o placar contra o Mist, com Skylar Diggins marcando os três pontos da vitória. Diggins foi nomeada para a Segunda Equipe.
Napheesa Collier foi campeã do torneio 1 contra 1. Collier foi nomeada para a Primeira Equipe, enquanto liderava a liga em pontuação com 25,7 pontos por jogo.

## Jogadoras
Em 20 de novembro de 2024, os seis treinadores principais colaboraram para equilibrar e escolher as escalações das seis equipes. Após o programa de seleção, o elenco do Lunar Owls BC definiu Napheesa Collier, Allisha Gray, Skylar Diggins, Shakira Austin, Natasha Cloud e uma vaga de wildcard como suas jogadoras.
Em 17 de dezembro de 2024, Cameron Brink assinou um contrato plurianual com o Lunar Owls; no entanto, Brink não jogará na liga até a temporada de 2026 devido a uma lesão. Em 21 de dezembro de 2024, o Laces BC fez uma troca com o Lunar Owls BC, enviando Courtney Williams em troca de Natasha Cloud.
| Jogadoras        | Jogadoras    | Jogadoras      | Jogadoras      | Jogadoras         | Jogadoras     |
| ---------------- | ------------ | -------------- | -------------- | ----------------- | ------------- |
| Napheesa Collier | Allisha Gray | Skylar Diggins | Shakira Austin | Courtney Williams | Cameron Brink |